# Vägen ut (tidning)
Vägen ut är en tidning startad och driven av förening KRIS (Kriminellas revansch i samhället). Tidskriften hette från början "Utvägen" men namnet var etablerat hos brandförsvaret. Tidskriften skapare Michael Thyberg lade grunden i början av 2000- talet som editor-in-Cheif och några år framåt med Peter Söderlund som ansvarige utgivare. Den grafiska kvalitén ändrades och tidningen gavs ut i fyrfärgstryck. Lokalföreningarna presenterades med egna kalendarium. Tidningen kommer ut fyra gånger per år och innehåller intervjuer och reportage om föreningens jobb i att hjälpa kriminella som önskar vända blad i sina liv. Den är Sveriges största tidning om brottsförebyggande arbete. Helårsprenumeration kostar 180 kronor för privatpersoner. Prenumerationen ingår i samtliga former av medlemskap i KRIS.